# Слатвинець
Слатвинець (словац. Slatvinec) — річка в Словаччині; права притока Топлі довжиною 15.5 км. Протікає в окрузі Бардіїв.
Витікає в масиві Чергівські гори на висоті 940 метрів. Протікає територією сіл Крижі; Боґлярка і Кружлов.
Впадає в Топлю на висоті 341 метр.